# 시이르트주

시이르트주의 위치

시이르트주(튀르키예어: Siirt ili)는 튀르키예 남동부에 위치한 주로, 동남아나톨리아 지역에 속한다. 주도는 시이르트이며 면적은 5,406km2, 인구는 266,159명(2006년 기준), 자동차 번호는 56번, 시외전화 지역번호는 0486번이다. 북쪽으로는 비틀리스주, 서쪽으로는 바트만주, 남서쪽으로는 마르딘주, 남쪽으로는 시르나크주, 동쪽으로는 반주와 접하며 7개 군을 관할한다.